# Henri Arnaud
Henri Arnaud (Embrun, 15 luglio 1643 – Schönenberg, 8 settembre 1721) è stato un religioso francese.

## Biografia
Henri Arnaud nacque da una famiglia nobile di fede protestante, probabilmente originaria di Casteldelfino, nella Repubblica degli Escartons, trasferitasi ad Embrun dopo la sua conquista da parte di François de Bonne de Lesdiguières. Il padre, Francois, esercitò a più riprese cariche pubbliche, mentre il nonno paterno Pierre, avvocato, fu primo console nel 1617. La nonna paterna, Catherine de l'Olivier, apparteneva ad una nobile famiglia imparentata con i de Bonne, attraverso il matrimonio di Francois de l'Olivier con Jeanne de Bonne (1623). La madre, Margherita Gosio, originaria di Dronero, era figlia di Giovanni Vincenzo Gosio, famoso medico attivo durante la peste del 1630 e nipote di Gerolamo Gosio, gentiluomo piemontese di fede protestante (valdese). Tramite la famiglia materna, era imparentato con gli Alinei d'Elva, i Gabaleone, i Pollotti, i Chialva ed altre famiglie nobili piemontesi.
Ancora bambino fu costretto a trasferirsi in Piemonte, assieme ai genitori, per sfuggire alle persecuzioni religiose messe in atto contro i protestanti francesi. Dopo gli studi in teologia, condotti a Basilea, Ginevra e Leida(Paesi Bassi) tornò nelle Valli Valdesi nel 1670, divenendo pastore di Torre Pellice, ma i fatti del 1685-1686, posero fine al periodo di relativa tranquillità dei valdesi presenti nei territori piemontesi di Vittorio Amedeo II di Savoia.
Costretto a riparare in Svizzera, dopo alcuni tentativi falliti, grazie all'aiuto ricevuto da Guglielmo III d'Orange, organizzò (assieme a Giosuè Janavel) e guidò la "Glorieuse Rentrée", sconfiggendo, alla testa di un migliaio di uomini le truppe francesi a Salbertrand. L'anno successivo, riuscì a resistere, con i circa 300 soldati rimasti, all'assedio condotto dal generale Nicolas Catinat. Se il Janavel era divenuto noto come il "leone di Rorà" ed il "capitano delle valli", l'Arnaud si trasformò nel misterioso "Capitano La Montaigne", mantenendo l'anonimato per proteggere la sua numerosa famiglia; l'esatta identità è stata chiarita solo nel corso del XX secolo grazie allo studio della grafia di alcune lettere. La politica internazionale, che ora vedeva il duca di Savoia alleato del re d'Inghilterra contro la Francia del Re Sole fece sì che il duca, notevolmente impressionato dalle capacità militari dell'Arnaud, lo ricevesse al castello di Moncalieri, rivolgendogli queste parole: "Avete un solo Dio ed un solo principe da servire: servite l’uno e l’altro fedelmente. Finora siamo stati nemici, ma d’ora innanzi dobbiamo essere buoni amici. Altri furono cagione dei vostri guai. Ma se, come è vostro dovere, esporrete la vita al mio servizio, io esporrò la mia per voi e finché avrò un pezzo di pane ne avrete la vostra parte". Negli anni successivi l'Arnaud fu colonnello di un reggimento di valdesi, impegnato a difendere i confini del ducato dalla minaccia francese, ed agendo come agente segreto del duca presso la lega di Augusta fino a quando la pace, con il conseguente trattato con cui Vittorio Amedeo II di Savoia si impegnava ad espellere i protestanti di origine francese, lo costrinse nuovamente all'esilio nel 1699. Dopo esser tornato per breve tempo, tra il 1704 ed il 1707, nelle Valli, si trasferì definitivamente nel Württemberg divenendo pastore di Schönenberg e dove morì, nel 1721, a 78 anni d'età. 
Si sposò due volte, con Marguerite Bastie e con Renée Rebaudy ed ebbe numerosa discendenza.